# Carmen de Patagones
Carmen de Patagones – miasto w Argentynie, położone w południowej części prowincji Buenos Aires, ok. 30 km od Atlantyku.

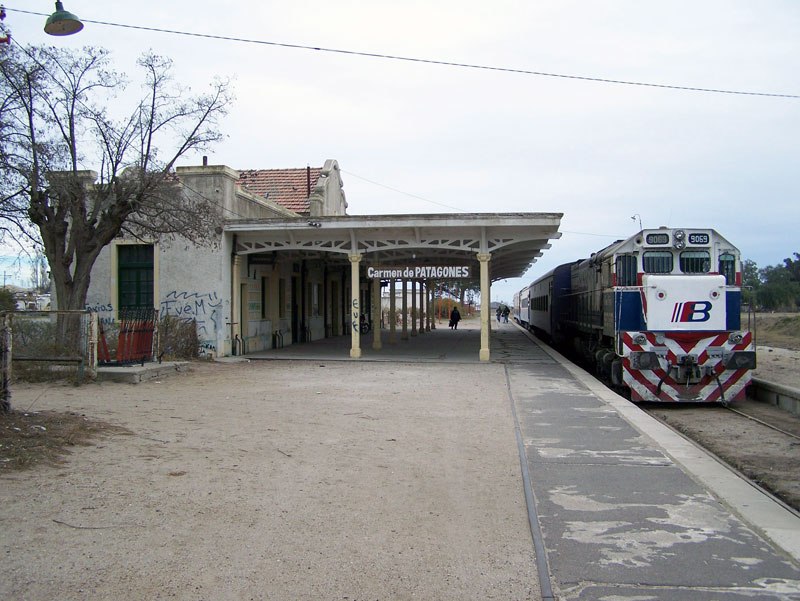
Stacja kolejowa Carmen de Patagones

## Opis
Miejscowość została założona 22 kwietnia 1779 roku, obecnie ośrodek turystyczny nad rzeką Río Negro. Miasto jest ważnym węzłem drogowym, stacja węzłowa.

## Atrakcje turystyczne
- Casino Del Rio[2]
- Muzeum historyczne[3]